# 大中臣輔親
大中臣輔親（日语：／ Ōnakatomi no Sukechika，954年—1038年7月26日）是日本平安時代公卿和歌人，出自於大中臣氏，官位是正三位神祇伯。和歌方面，他有31首作品收錄於敕撰和歌集，初次收錄是《拾遺和歌集》，為中古三十六歌仙之一。

## 生平
輔親的父親是大中臣能宣，母親是越後守藤原清兼之女，祖父則是大中臣賴基。寬和2年10月26日（986年11月30日），他獲補任為文章生，同年11月7日（12月10日）及第。永延2年（988年）8月，他獲任命為勘解由判官。永祚2年8月30日（990年9月21日），他出任皇太后宮權少進:284。
正曆2年9月16日（991年10月26日），輔親獲敘為從五位下（今日太后於曹子落餝為見行幸賞）。長德2年正月25日或26日（996年2月16日或17日），他就任為美作守或美作介，長保2年正月15日（1000年2月22日）離任。翌年2月28日（1001年3月25日），他獲任命為祭主，同年10月20日（11月7日）就任為神祇權大副。寬弘4年9月25日（1007年11月7日），他獲升至從五位上（治國），同年12月11日（1008年1月21日）再升至正五位下（造伊勢離宮賞）:284。
寬弘7年正月7日（1010年1月24日），輔親獲升至從四位下（御祈賞）:284、286。同年2月18日（3月6日），根據《權記》記載，他的前妻藤原教通乳母藏命婦帶同藤原道長和藤原教通的隨身和下人約30人襲擊藤原兼業遺孀住處鴨院西對，導致財物散亂，理由是輔親寄宿於此。寬弘9年2月5日（1012年2月29日），根據《御堂關白記》記載，藏命婦又襲擊輔親住處，即所謂的打後妻。
寬弘9年11月21日（1013年1月5日），輔親獲升至從四位上（祭主勞。大嘗會）。長和5年11月14日（1016年12月15日），他升至正四位下（祭主勞。大嘗會）:284、286。治安2年正月30日（1022年3月5日），他就任為神祇伯:17。長元2年4月4日，根據《小右記》記載，他由於獲關白藤原賴通到訪其住處，因此獻上唐模本《廣韻》葉子以及《玉篇》葉子新書回禮。
長元7年11月5日（1034年12月18日），輔親獲升至從三位（參伊勢御所之間得瑞玉獻之。仍被賞之日雜殊有此恩）。長元9年11月16日或20日（1036年12月6日或10日），他獲升至正三位（大嘗會）:284、286。長曆2年6月22日（1038年7月26日），他作為月次使前往伊勢的途中於岩出亭死去，享年85歲。

## 和歌
| 敕撰和歌集     | 新編國歌大觀編號                                                  |
| -------------- | ----------------------------------------------------------------- |
| 拾遺和歌集     | 1076                                                              |
| 後拾遺和歌集   | 89、462、490、493、619、625、664、720、892、961、1060、1087、1161 |
| 新古今和歌集   | 317、748、1407                                                    |
| 新敕撰和歌集   | 184                                                               |
| 續後撰和歌集   | 1351                                                              |
| 續古今和歌集   | 1649                                                              |
| 玉葉和歌集     | 170、1228、1354                                                   |
| 續千載和歌集   | 1380                                                              |
| 續後拾遺和歌集 | 251                                                               |
| 風雅和歌集     | 1002、2054                                                        |
| 新千載和歌集   | 1228                                                              |
| 新拾遺和歌集   | 849、965                                                          |
| 新續古今和歌集 | 747                                                               |

輔親是中古三十六歌仙之一，有31首作品收錄於敕撰和歌集，歌風簡單易明，率直闊達，蘊含發自內心求真的客觀主義元素，聲調平穩，在大江匡房的《續本朝往生傳》於和歌方面獲評為與藤原道信、藤原實方、藤原長能、和泉式部、赤染衛門、曾禰好忠齊名。
輔親在年少時獲常作和歌的藤原朝光青睞，獲准出入其住處，永觀年間（983年至985年）時曾經參與在朝光府邸舉行的閑院大將殿男方女方歌合。長保3年（1001年），他參與藤原詮子四十賀屏風和歌。長保5年5月15日（1003年6月17日），他作為左方首席歌人參加左大臣家歌合。寬仁2年（1018年），他與藤原輔尹、和泉式部等人一同參與攝政藤原賴通的大饗屏風和歌。其後，他先後在長和元年（1013年）、長和5年（1016年）和長元9年（1036年）於三條天皇、後一條天皇和後朱雀天皇大嘗祭中均作為悠紀方詠唱和歌。長元6年11月28日（1033年12月22日），他參加由藤原賴通舉辦的倫子七十賀和歌。長元8年5月16日（1035年6月24日），獲視為和歌界的長老的輔親在賀陽院水閣歌合中擔任判者。
交流方面，輔親與歌人源重之、源兼澄有深交，與惠慶、大江匡衡、和泉式部等人也有贈答，《今昔物語集》也有記載他擔任勘解由判官時與當時仍為大納言的藤原道長的和歌故事。此外根據《袋草紙》記載，輔親在六條南室町東的住處仿照天橋立而建而有「海橋立」的稱號，並且為了賞月而故意不關上寢殿南邊的屋簷，源道濟之子懷圓認為其和歌就應該在此詠唱，於是便在明月之夜徒步出發至輔親的住處，本來以為已經深夜，大家都睡了，沒想到遇見輔親一人獨自在寢殿南面賞月，兩人也興起互相詠唱和歌，直到清晨懷圓才回家。長元4年6月7日（1031年6月29日），輔親在齋宮嫥子女王託宣時與其有過和歌的贈答，兩首和歌均見於《後拾遺和歌集》（新編國歌大觀編號1160和1161）。

## 作品
| 後拾遺和歌集版本 | 後六六撰版本 | 新時代不同歌合版本 |
| ---------------- | ------------ | ------------------ |
|                  |              |                    |

這首和歌收錄於《後拾遺和歌集》卷第一「春上」，新編國歌大觀編號是89，詞書是「題不知」，家集詞書則是「三月賞花」（三月ばかりに、花みるに），意思是如果要折去的話，實在難以決定要折去哪一枝花，沒有一枝能不讓人三心兩意。首句與第二句均與凡河內躬恒收錄於《新敕撰和歌集》中的作品相同（新編國歌大觀編號34），反之同樣意境的和歌後來也見於《顯輔集》（私家集大成編號118）和《教長集》內（私家集大成編號214）。
首句的意思是哪一枝，其中表示反問的係助詞。第二句的意思是如果要決定折去，其中表示如果，也蘊含難以決定的意思，二句切。第三句的意思是生長於山上的櫻花。第四句的意思是無法不三心兩意。末句的意思是沒有一支，其中是表示強調的副助詞。此歌也收錄於《御裳濯和歌集》。

## 家集
輔親的家集是《輔親集》，推測由其子女伊勢大輔等人編撰而成。根據收錄於《伊勢大輔集》的和歌（新編國歌大觀編號173和174）記載，長源阿闍梨以為輔親有家集，向伊勢大輔詢問後，伊勢大輔卻告訴他沒有，對此長源阿闍梨認為作為歌人就應該考慮到後代，理應留下家集，伊勢大輔卻回應道沒有留下家集反而更安心，群書類從本的序也反映到這個想法。
序文稱家集容易受世人批評，而且由於家集本來就是彙集當時的情感和感性而來的作品，因此不會都是秀歌，也會有愚作，加上事過境遷後也可能有遺憾，所以和歌不應該隨便公諸於世，這也是輔親沒有留下家集的理由。兩三名兒女從各家的舊詠草中收集父親的和歌，然後編輯成家集，並且以粗劣的詞語弄髒華麗的紙張為恥。因此作為輔親的子女，對於向世人宣揚主張不留家集的父親的詠草時不得不慎重。
家集分為三類，分別是第一類宮內廳書陵部藏本（書架編號415・319）系、第二類冷泉家時雨亭文庫藏承空本系和第三類冷泉家時雨亭文庫藏輔親集砂子料紙本系。其中，第一類和第二類均有序。

### 第一類
第一類宮內廳書陵部藏本（書架編號415・319）系包含群書類從本、續國歌大觀本、刈谷市立中央圖書館藏本、肥前島原松平文庫藏本和天理大學附屬天理圖書館藏本等等，收數歌數是210首。宮內廳書陵部藏本（書架編號415・319）是長24.5厘米，寬16.2厘米的列帖裝，封面左上有寫上「輔親家集」的題簽，正文一面九行，和歌按上下句分兩行書寫，根據目錄記載，相傳出自於二條為忠和冷泉為秀手筆，群書類從本等版本的奧書則記載是二條為定和冷泉為秀。由於此版本的第80首處註有「自此奧以他本書續之」，因此推測此版本抄寫自原本有79首的版本，其後的和歌增補自其他版本，第202首和歌之後也有半頁空白，可能為記載歌數「213首」的缺少部分，203首之後則再增補自其他版本。
刈谷市立中央圖書館藏本是長27.2厘米，寬19.5的袋綴，封面中央是寫有「祭主輔親家集」的題簽，28頁著墨，正文料紙是楮紙，一面十一行，和歌一行，詞書則隔三個空格書寫，奧書是與群書類從本相同的「右輔親集為定卿為秀卿以兩自筆本一字不違令書寫之，再往加校合者也　寬文六丙午初冬仲旬（1666年11月中旬）」。相對於群書類從本，此版本缺少第206首，以朱筆的形式在第205首和第207首之間補上，第31首的詞書也誤寫為第33首的詞書，第146首和第147首則僅有詞書，以朱筆的形式補上和歌，第202首和歌之後的半頁空白和記載歌歌數「213首」與宮內廳書陵部藏本（書架編號415・319）同樣，有別於群書類從本以「異本歌歟本儘載」說明203首之後的和歌是增補自其他版本。

### 第二類
第二類冷泉家時雨亭文庫藏承空本系的收錄歌數是78首。冷泉家時雨亭文庫藏承空本是長13.1厘米，寬18.5厘米的袋綴，料紙是楮紙，而且均為紙背文書，封面中央是寫有「家集 大中臣輔親」的外題，左下方有承空本獨有的花押，第一頁正面也寫有「大中臣輔親集」，一面十三至十八行，除了三首以平假名書寫的和歌外，均為一首兩行以片假名書寫，以平假名書寫的三首分別是第八頁正面的兩首以及背面的一首（新編國歌大觀編號29至31），其中背面的一首的末句部分則混入有片假名。此外，第一頁正面第七行和第八行、第十三行、背面第一行、第三行和第四行以及第二頁正面第四行和第五行等部分均有文意不通的情況，這些部分在宮內廳書陵部藏本（書架編號150・561）中標註為「不讀」，第四頁正面第六行和第七行中的也旁註為「承香歟」和「如本」，這些均反映其抄寫自承空本。
宮內廳書陵部藏本（書架編號150・561）長15厘米，寬21.5厘米的袋綴，桐紋封面，中央部分是寫有「輔親集」的外題，正文料紙是鳥之子紙，正文內題是「大中臣輔親集」，18頁著墨，一面十一行或十二行，和歌按上下句分兩行，詞書隔兩個空格書寫，除了最後的兩首外，均與第一類的第79首和歌為止的部分重複，與群書類從本相比缺少第27首、第59首和第60，排列上第二類的第9首至16首相當於第一類的第51首至第58首，第17首至第22首相當於第一類的第61首至第66首，第23首和第26首相當於第一類的第9首和第12首，第27首至第63首相當於第一類的第14首至第50首，第64首至第76首相當於第一類的67首至第79首。

### 第三類
第三類冷泉家時雨亭文庫藏輔親集砂子料紙本系的收錄歌數是153首，此類的獨有歌有六首（私家集大成編號16、138、139、140、141和142）。冷泉家時雨亭文庫藏輔親集砂子料紙本是長23.2厘米，寬15.3厘米的大和綴，封面是布紋的鳥之子紙，以金銀泥繪有花草，左方上是寫有「輔親集」的外題，正文是撒有金銀砂子的雁皮紙。此版本的收錄歌數和順序與陽明文庫藏本輔親集（書架編號13058）完全相同。
陽明文庫藏本輔親集（書架編號13058）是長25.7厘米，寬41厘米的卷子本，和歌按上下句分兩行，詞書隔四個空格書寫，卷末六首和歌則為潦草，其奧書是「茲是輔親集一卷 鳥子四半本金銀有沙不知筆者 依 敕定令模寫之次為執 行得二日令臨書者也 貞享二年林鐘念五 印」，其中印出自於近衛家熙，反映此版本是家熙按靈元天皇的敕命臨摹後兩天再臨摹，並且於貞享2年6月25日（1685年7月26日）書寫而成，而且「鳥子四半本金銀有沙」也反映此版本抄寫自冷泉家時雨亭文庫藏輔親集砂子料紙本。
家熙按靈元天皇敕命臨摹的版本的宮內廳書陵部藏輔親集（書架編號501・299）是長24.4厘米，寬17.3厘米的列帖裝，封面中央是靈元天皇親筆的外題，寫有「輔親集」三字，正文料紙是雁皮紙，35頁著墨，一面七行至十二行，和歌一行，詞書隔四至六個空格書寫。與群書類從本相比，此版本缺少群書類從本第17首、第34首、第36首、第53首、第56首、第60首、第124首、第143首以及第148首至第202首，雖然同樣有第203首至第210首，但是在此版本的排列則為第5首至第11首以及第15首。

### 古筆
家集有兩種古筆收錄於《予樂院臨書手鑑》，分別是編號132和133，均由近衛家熙臨摹。132在《予樂院臨書手鑑》中雖然稱為「兼澄集寫」，但是在《古筆學大成》中則稱為「輔親集切」，筆者則不明，長25.5厘米，寬28.5厘米，料紙是雁皮紙，和歌是私家集大成編號100至105的詞書、87和88。133在《予樂院臨書手鑑》中稱為「原本不明寫」，《古筆學大成》中則同樣稱為「輔親集切」，筆者不明，料紙是雁皮紙，和歌是私家集大成編號89、90、97至99。由於和歌的順序與現存家集不同，因此推測近衛家熙曾經三度臨摹家集。
| 版本                                     | 翻刻本                                                 | 國書數據庫版本 | 持有者版本                                     |
| ---------------------------------------- | ------------------------------------------------------ | -------------- | ---------------------------------------------- |
| 宮內廳書陵部藏本（書架編號415・319）     | 新編國歌大觀 私家集編Ⅰ 私家集大成 中古Ⅱ 新編私家集大成 | [ 34 ]         | —                                              |
| 群書類從本                               | [ 35 ]                                                 | —              | —                                              |
| 刈谷市立中央圖書館藏本                   | —                                                      | —              | [ 36 ]                                         |
| 肥前島原松平文庫藏本                     | —                                                      | [ 37 ]         | —                                              |
| 冷泉家時雨亭文庫藏承空本                 | —                                                      | —              | 冷泉家時雨亭叢書 承空本私家集 中               |
| 宮內廳書陵部藏本（書架編號150・561）     | —                                                      | [ 38 ]         | —                                              |
| 冷泉家時雨亭文庫藏輔親集砂子料紙本       | 新編私家集大成                                         | —              | 冷泉家時雨亭叢書 平安私家集 七                 |
| 陽明文庫藏本輔親集（書架編號13058）      | 私家集大成 中古Ⅱ                                       | —              | 陽明叢書 國書篇 第五輯 中古和歌集              |
| 宮內廳書陵部藏輔親集（書架編號501・299） | —                                                      | [ 39 ]         | —                                              |
| 古筆                                     | [ 32 ]                                                 | —              | 陽明叢書 國書篇 第十五輯 大手鑑 予樂院臨書手鑑 |

## 註解
1. ↑  此為《公卿補任》說法[2]:284、286，《中古歌仙三十六人傳》則為御祈賞[1]。
2. ↑  六條南室町東是指六條大路南面，室町小路（日语：室町通）東面，現為京都府京都市下京區上柳町、下柳町、東魚屋町的大部分、北町、乾町和八百屋町各一部分[15]。此外，根據《春記（日语：春記）》長曆2年10月1日（1038年10月31日）條記載，輔親在伊勢國藤方（現三重縣津市藤方（日语：藤水村）[16]）也有一座風雅的別墅[11]。
3. ↑  該和歌收錄於《後拾遺和歌集》，新編國歌大觀編號是839[17]。
4. ↑  後拾遺和歌集記載為長元4年6月17日（1031年7月9日）[18]。
5. ↑  舊書架編號分別是154・549和402・101[27]。
6. ↑  砂子是指將金箔和銀箔（日语：銀箔）弄成粉，作為裝飾撒在上面[28]。
7. ↑  兩首和歌均收錄於《拾遺和歌集》，新編國歌大觀編是941和1076，前者是大中臣能宣的作品[17]。

## 外部連結
- . 國書數據庫（日语：国文学研究資料館） （日语）.
- 木村正辭（日语：木村正辞）、井上賴圀（日语：井上頼圀）、松下大三郎（日语：松下大三郎） (编).  . . 續國歌大觀 增補改版 (紀元社書店). 1925-11-20: 661–670 [1925-10-15]. 國立國會圖書館書誌ID：000000925790 （日语）.